# Stea T Tauri

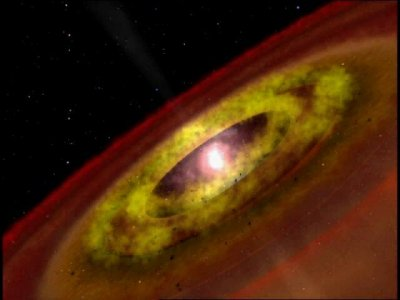
Reprezentarea unei stele tip T-Tauri cu un disc de acreaţie circumstelar

Stelele T Tauri sunt o clasă de stele variabile numite astfel după prototipul lor - T Tauri. Acestea se găsesc lângă nori moleculari și sunt identificate prin variabilitatea lor optică și linii puternice cromosferice.